# Азат (партия)
Демократическая партия Казахстана «Азат» (ДПК «Азат») каз. Қазақстанның «Азат» Демократиялық партиясы («Азат» ҚДП) — оппозиционная партия в Казахстане, функционировавшая с 29 апреля 2005 года по 24 октября 2009 года. 
Была создана под названием Демократическая партия Казахстана «Нагыз Ак жол» в результате раскола Демократической партии Казахстана «Ак жол», получила государственную регистрацию 17 марта 2006 года. 
24 октября 2009 года прекратила существование, объединившись с Общенациональной социал-демократической партией, образовав Общенациональную социал-демократическую партию «Азат». Позиционировала себя как партия среднего класса.

## История
Большая часть членов партии до её образования являлись членами Демократической партии Казахстана «Ак жол». В начале 2005 года в ДПК «Ак жол» произошёл конфликт между сопредседателями партии Алиханом Байменовым и Людмилой Жулановой с одной стороны и сопредседателями Булатом Абиловым, Уразом Джандосовым и Алтынбеком Сарсенбайулы с другой стороны, связанный с разным видением участия партии в Координационном совете демократических сил Казахстана.
29 апреля 2005 года была образована новая партия «Нагыз Ак жол» (Настоящий Ак жол) во главе с четырьмя сопредседателями Булатом Абиловым, Уразом Джандосовым, Тулегеном Жукеевым и Алтынбек Сарсенбайулы. Партия подала документы на регистрацию в Министерство юстиции, но приказом Комитета регистрационной службы Министерства юстиции от 22 августа 2005 года "Об отказе в государственной регистрации Общественного объединения "Демократическая Партия Казахстана «Настоящий АК ЖОЛ» в регистрации ей было отказано.
На президентских выборах 2005 года партия участвовала в составе Блока демократических сил «За справедливый Казахстан», который выдвинул кандидатуру Жармахана Туякбая. По итогам выборов Жармахан Туякбай занял второе место с 6,61 % голосов.
13 февраля 2006 года произошло убийство одного из лидеров партии Алтынбека Сарсенбаева, а также его помощника Бауржана Байбосына и водителя Василия Журавлева. В дальнейшем за убийство и похищение Сарсенбаева и сопровождавших его лиц были приговорены к различным срокам 10 человек, в том числе шестеро сотрудников спецслужбы Комитета национальной безопасности «Арыстан». Заказчиком убийства суд признал Ержана Утембаева, до того времени возглавлявшего аппарат Сената Парламента Казахстана. Лидеры партии в своих выступлениях высказывали мнение, что истинные виновники смерти Сарсенбаева не были найдены.
17 марта 2006 года после решения Верховного суда партия была зарегистрирована в органах юстиции.
23 мая 2007 года ДПК «Нагыз Ак жол» и Общенациональная социал-демократическая партия (ОСДП) приняли решения о создании избирательного блока «За справедливый Казахстан» для участия в выборах депутатов Мажилиса Парламента, однако после принятия нового закона о выборах, в котором избирательные блоки были не предусмотрены, ДПК «Нагыз Ак жол» объединилась с ОСДП, однако сохранила государственную регистрацию. На выборах в Мажилис в 2007 году ОСДП получила 4,54 % голосов и не прошла в Парламент. ОСДП не признала итогов выборов, ссылаясь на множество нарушений законодательства страны о выборах.
9 октября 2007 года партия «Нагыз Ак жол» вышла из состава ОСДП для «качественного структурировании демократических сил страны и возобновлении полномасштабной деятельности ДПК „Нагыз Ак Жол“, в тесном сотрудничестве с ОСДП».
29 февраля 2008 года партия «Нагыз Ак жол» проголосовала за своё переименование в ДПК «Азат» (Свобода). Изменилась также структура партии: вместо трёх сопредседателей партии председателем был избран Булат Абилов, генеральным секретарем — Тулеген Жукеев, заместителями председателя — Маржан Аспандиярова и Пётр Своик.
11 апреля 2009 года был проведён форум демократической оппозиции Казахстана, на котором приняли участие ДПК «Азат», Общенациональная социал-демократическая партия, Коммунистическая партия Казахстана и незарегистрированная партия «Алга!». На форуме было принято решение о необходимости объединения данных партий и создан Оргкомитет по подготовке объединения оппозиционных партий, в который вошли С. А. Абдильдин — первый секретарь ЦК Компартии Казахстана, Б. М. Абилов — председатель ДПК «Азат», В. И. Козлов — председатель координационного комитета НП «Алга!» и Ж. А. Туякбай — председатель ОСДП.
13 октября 2009 года вышло совместное заявление ДПК «Азат» и ОСДП о слиянии, которое согласно тексту заявления «ознаменует новый этап демократического движения», а объединённая партия станет полноценным противовесом «партии власти». 24 октября произошёл объединительный съезд двух партий, на котором они объединились в Общенациональную социал демократическую партию «Азат». О своём вступлении в партию во время своих выступлений на съезде объявили лётчик-космонавт Тохтар Аубакиров, главный редактор газеты «Свобода Слова» Гульжан Ергалиева и общественно-политический деятель Балташ Турсумбаев. Сопредседателями объединённой партии были избраны Жармахан Туякбай и Булат Абилов, генеральным секретарём — Амиржан Косанов. Объединение произошло на базе ОСДП.

## Идеология
Целями партии являлись строительство демократического, светского, правового, социального государства и открытого общества, консолидация усилий граждан в борьбе за построение независимого, процветающего, демократического, свободного Казахстана.
В политической сфере партия предлагала коренное изменение политической системы страны через создание механизмов регулярного обновления власти, её постоянного взаимодействия с гражданским обществом, подотчетности и открытости: создание базы для конкурентных выборов; трансформацию президентской формы правления в президентско-парламентскую, с сохранением за главой государства определяющих полномочий в области внешней политики, обороны и национальной безопасности; усиление представительных и контрольных полномочий Парламента, законодательное закрепление статуса и прав парламентского меньшинства (оппозиции); восстановление Конституционного суда; избрание акимов всех уровней.
В экономической сфере партия считала основной задачей преодоление сырьевой направленности экономики страны для чего предлагает: достижение не менее 50-процентного участия казахстанских компаний во всех сырьевых проектах на территории страны; повышение транспарентности, ужесточение в сырьевой сфере государственного регулирования и контроля, изменение пропорций налогообложения в пользу государства; улучшение инвестиционного климата путём снижения налогообложения; государственную поддержку мелких и средних аграрных хозяйств.
В социальной сфере партия предлагала быстрое и значительное увеличение бюджетного финансирования здравоохранения для обеспечения населения гарантированным объёмом бесплатного обслуживания, включая наличие доступной сети первичной медико-санитарной помощи; создание комплексного механизма социальной защиты и реабилитации для граждан страны, пострадавших от последствий экологических бедствий и катастроф; повышение роли профсоюзов.